# Alexandru Costinescu
Alexandru Costinescu (n. 1812 – d. 1872) a fost un arhitect și inginer român, profesor la Academia Mihăileană din Iași și la Școala de Ponți și Șosele, Mine și Arhitectură din București.

## Biografie
Alexandru Costinescu a studiat la „Technische Hochschule” din Viena, fiind primul inginer-arhitect român care a obținut o diplomă la această prestigioasă instituție.
Întors în țară, Alexandru Costinescu a fost numit, la 15 septembrie 1837, profesor la Academia Mihăileană din Iași (clasa a Il-a gimnazială) pentru a preda mecanica populară și desenul liniar, fiind primul care predă un astfel de curs în limba română.
Alexandru Costinescu a fost, între 1 octombrie 1864 - 11 februarie 1866, primul director al Școlii de Ponți și Șosele, Mine și Arhitectură din București, înființată la 4/16 iulie 1864 de domnitorul Alexandru Ioan Cuza, școală care a funcționat până în 1866.

## Familia
Alexandru Costinescu este tatăl lui Emil Costinescu, de mai multe ori ministru de finanțe al României.

## Construcții
- Arcul Academiei Mihăilene
- Cazarma de la Copou din Iași (cod LMI IS-II-m-B-20187)
- Amenajarea Teatrului din Copou[8]
- Spitalul Sfântul Dimitrie din Târgu Neamț (cod LMI NT-II-m-B-10711)